# Paso de Hidalgo, Veracruz
Paso de Hidalgo är en ort i Mexiko.   Den ligger i kommunen Tecolutla och delstaten Veracruz, i den sydöstra delen av landet, 240 km öster om huvudstaden Mexico City. Paso de Hidalgo ligger 21 meter över havet och antalet invånare är 114.
Terrängen runt Paso de Hidalgo är platt. Runt Paso de Hidalgo är det ganska glesbefolkat, med 32 invånare per kvadratkilometer. Närmaste större samhälle är Gutiérrez Zamora, 8,3 km nordväst om Paso de Hidalgo. Omgivningarna runt Paso de Hidalgo är en mosaik av jordbruksmark och naturlig växtlighet.